# Талызина, Мария Степановна
Мари́я Степа́новна Талы́зина, урождённая Апраксина (20 мая 1742 — 10 (21) декабря 1796, Москва) — близкая приятельница главы русского внешнеполитического ведомства Н. И. Панина, супруга сенатора А. Ф. Талызина, хозяйка подмосковной усадьбы Денежниково.

## Биография
Вторая дочь генерал-фельдмаршала Степана Фёдоровича Апраксина (1702—1758) и его супруги Аграфены Леонтьевной Соймоновой (1719—1771), супруга сенатора А. Ф. Талызина. Росла и воспитывалась в Ольгове, имении своего отца в Московской губернии. Видевшая её ребенком великая княгиня Екатерина Алексеевна вспоминала:
Однажды императрица поехала обедать к генералу Степану Апраксину; мы были в числе приглашенных... Я увидела в первый раз в этот день двух дочерей генерала Апраксина... второй было только шесть лет; она была тогда чахоточной, харкала кровью и была буквально одна кожа да кости; конечно, и не подозревали, что она станет столь большою, столь колоссальною, столь чудовищно толстою, какой все те, кто её знали, видели Талызину, ибо это именно та самая, которая тогда была лишь очень маленьким ребенком.
19 января 1763 года Мария Степановна вышла замуж за поручика Семёновского полка Александра Фёдоровича Талызина, одного из участников возведения Екатерины II на престол.
Даже не будучи столь красивой, как её сестра княгиня Елена Степановна Куракина, Мария Талызина по отзывам современников была «пребойкая и пребедовая», любительница ночных катаний с адъютантами отца. По слухам, за ней ухаживал в том числе и покровитель её сестры граф Пётр Иванович Шувалов. Впоследствии Мария Степановна близко сошлась с графом Никитой Ивановичей Паниным, их отношения длились до самой смерти графа. С возрастом Мария Талызина подурнела и сильно располнела, что вызвало замечание одного из иностранных дипломатов о том, что «верность старого графа делает ему честь, так как другой на его месте не нашёл бы в себе достаточной для этого добродетели». Мария Талызина благодаря своей близости к Панину была очень известна в петербургских дипломатических кружках, в которых она имела репутацию интриганки.
Её тяжеловесная фигура, сделавшаяся пословицей в семействе, однако не мешала её любить светские развлечения и танцы, удивляя своих племянников легкостью, с которой она танцевала «не только менуэты и польские, но и контрдансы». Будучи тёткой «великолепных» князей Александра и Алексея Борисовича Куракина, опекуном которых состоял её муж, она принимала большое участие в их воспитании, пользуясь большой любовью и уважением с их стороны.
У неё же после смерти матери воспитывался её брат, Степан Степанович Апраксин, впоследствии генерал от кавалерии, известный на всю Москву красавец и покоритель дамских сердец. Овдовев, она постоянно проживала в Ольгове, перешедшем к её брату, до самой его женитьбы в июле 1793 года. Вот как пишет об этом И. М. Долгорукий:
Брат её генерал Апраксин был богат, молод, пригож, прекрасно воспитан, охотник до забав, щедр, роскошен, влюбчив, словом, таков, каким описал нам Вольтер своего Нескромного, а к тому же, будучи в 20 лет с небольшим флигель-адъютант и полковник, стоял тогда с полком в Москве, наряжал на свой кошт и офицер, и солдат, щеголял своими пышными разводами и всей Москве кружил голову. Дом его был Париж для молодых людей, школа образования и наилучшего тона. Кто не втирался в его знакомство? Кто не искал его благосклонности и взгляда? Сестра его, которая управляла домом, хозяйством, жила на счёт братнин и помогала ему взапуски делать долги. В этом-то доме все радости света сливались вместе. Тут были беспрестанные игры, забавы, балы и всё, что роскошь с удовольствием пополам могут произвести очаровательного для человека всякого пола, всяких лет. Казалось, что г-жа Талызина была какая-то фея, а брат её волшебник, кои, согласясь заодно, магической палочкой превращали дом свой в земной рай.
В 1790 году Талызина разделила имение между детьми, причём дети обязаны были выплачивать матери по 1000 рублей в год, а сыновья заплатить её долги в размере 120 тысяч рублей, для чего им был отдан дом в Петербурге на Новой Морской улице. Скончалась в Москве в 1796 году, похоронена в Новодевичьем монастыре рядом с братом.

## Семья
В браке с Александром Фёдоровичем Талызиным (1734—1787) родилось четверо детей:
- Степан (1765—1815), генерал-майор, шеф Выборгского мушкетерского полка, участник Отечественной войны 1812 года;
- Пётр (1767—1801), генерал-лейтенант, участник заговора против Павла I; командор Мальтийского ордена;
- Екатерина  (1772—1803), c 1789 года замужем за д.т.с. М. А. Обресковым (1759—1842).
- Татьяна (1780—18 ?), в первом браке за д.с.с. М. Я. Гедеоновым (1756—1802), во втором — за тверским губернским предводителем дворянства С. А. Шишкиным. От первого брака сын Александр.